# Remington
För andra betydelser, se Remington (olika betydelser).

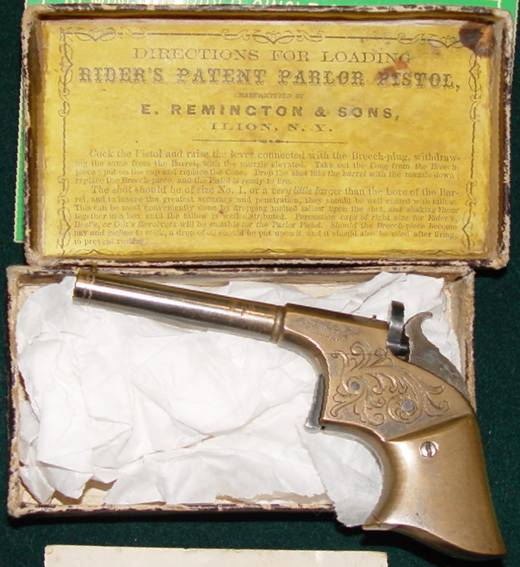
Äldre Remingtonpistol

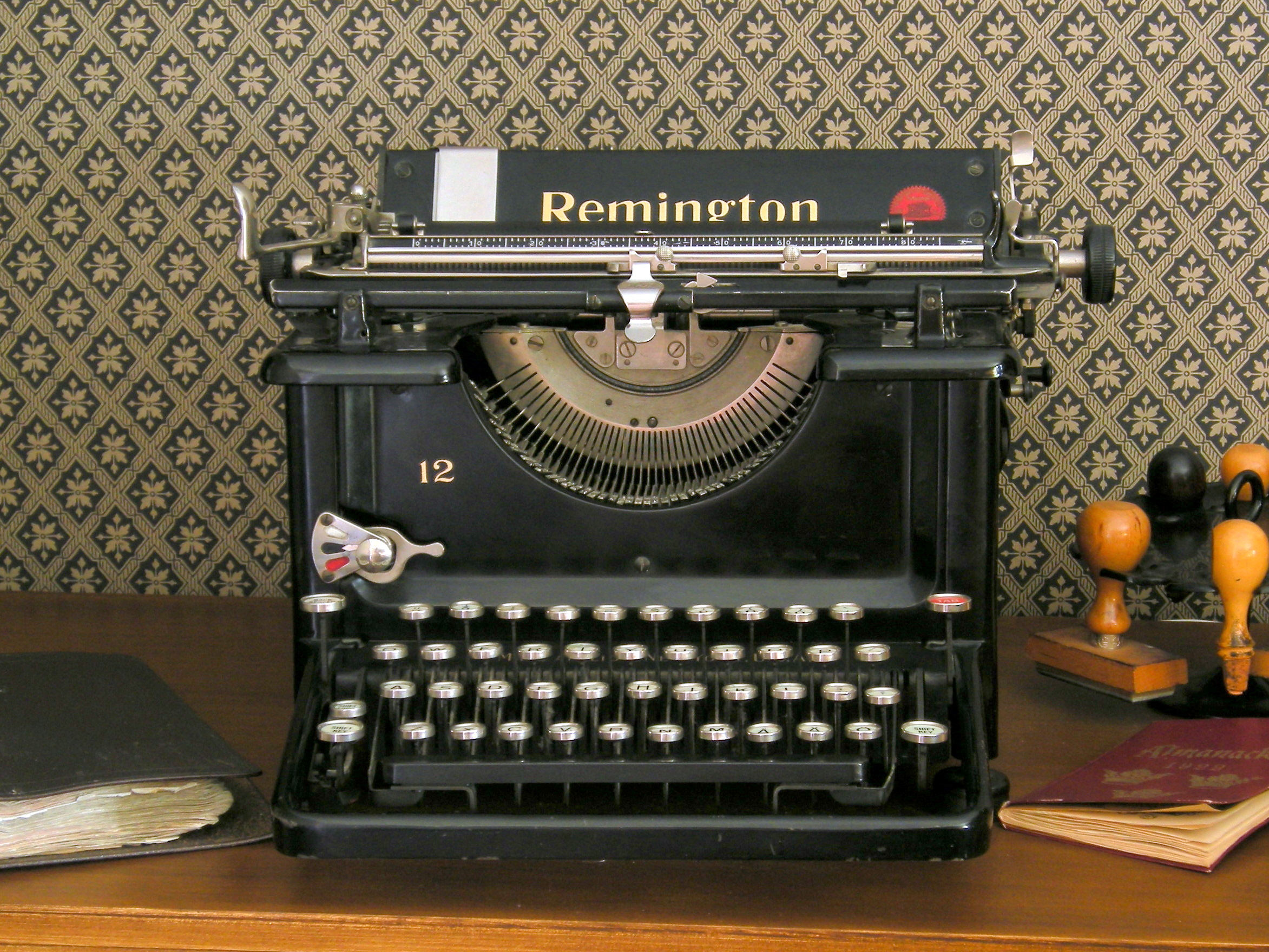
Skrivmaskin av Remingtons fabrikat.

Remington Arms är en amerikansk tillverkare av symaskiner, skrivmaskiner och skjutvapen.

## Historia
Remington grundades 1816 av Eliphalet Remington i Ilion, New York. År 1864 konstruerade Remington det första geväret med bakladdningsmekanism (rolling block system) som kom att tillverkas i stor skala. Tidigare hade i princip alla gevär varit mynningsladdare. Remingtongevären kom till användning i det Amerikanska inbördeskriget[källa behövs] och kom senare att antas av många andra länders militär, bland annat i Sverige som gevär m/1867. Även jaktvapen med remingtonmekanism tillverkades i stor skala och användes av allmogejägare ända fram till 1930- 1940- talen, då repetergevären slutligen tog över.

### Remington Typewriter Company
Remington Typewriter Company var sprunget ur vapentillverkaren Remington. 1873 började Remington tillverka skrivmaskiner men den verksamheten såldes 1886 på grund av ekonomiska svårigheter. Bolaget var bland annat först med serietillverkning av skrivmaskiner med QWERTY-tangentbord.  Bolaget Remington Rand skapades 1927 av Remington Typewriter Company, Rand Kardex Company och Powers Accounting Machine Company och tillverkade räknemaskiner och datorer med den mest kända datorn UNIVAC I.
Under senare år har Remington främst gjort sig kända för cylinderrepeterstudsaren Model 700. Vapnet tillverkas i en mängd olika kalibrar och utföranden och är en av de populäraste jaktstudsarna i Nordamerika. Remington tillverkar även hagelgevär och studsare av pumprepeter typ. Sedan december 2007 äger Remington vapentillverkaren Marlin, känd för bygelrepetergevär.

## Gevär
- Remington 700